# Зинон Каппадокийский
Зино́н или Зено́н (др.-греч. Ζήνων; середина IV века — ~ 418) — христианский подвижник, сирийский пустынник, преподобный.
Сведения о жизни Зинона сообщает Феодорит Кирский в 12 главе своей книги «История боголюбцев». Зинон родился в Понте, в богатой семье. Здесь он получил уроки христианского благочестия, как пишет Феодорит со слов самого Зинона: «был напоен источниками Василия Великого», Он служил в армии императора Валента, где он занимался скорой доставкой писем. Сразу после смерти императора Валента, в 378 году, Зинон оставил военную службу и из царских палат переселился в одну из гробниц, находящейся на горе около Антиохии. Здесь Зинон занимается  Божественным созерцанием и живёт в добровольной нищете: он не имеет ни мягкой постели, а спит на жёстких камнях едва покрытой соломой и сором; ни очага, ни горшка, ни кувшина, ни книги; его одежда это  ветхое рубище, а обувь изношена настолько, что необходимо подвязывать подметки, которые отваливались. Еду — один хлебец на два дня, Зенон получал от одного знакомого; воду же для себя носил сам, ходя за ней на дальний источник. Феодорит впервые посетил келью отшельника и беседовал с ним, когда был ещё чтецом. По воскресным дням Зинон ходил в храм Божий, где молился и причащался.  Келья Зинона не имела ни задвижки, ни замка, и не охранялась, в ней не было ничего кроме мусора. Зинон брал книги у друзей по одной. Он прочитывал её всю, и лишь вернув её, брал затем другую. На родине у Зинона оставалось богатое имущество. Кроме того у него были несовершеннолетние братья, с которыми он должен был поделить наследство, доставшееся им от родителей. Зинон долгое время тяготился наличием этого богатства, покидать свою монашескую келью и ехать на родину он не хотел. Зинон боялся и поручить продажу наследства другим людям, опасаясь что наследство продадут за бесценок и его братья останутся ни с чем. В результате долгих терзаний  Зинон нашёл человека, купившего у него имущество за высокую цену. Поделив вырученные деньги между собой и своими братьями, Зинон свои деньги отдал предстоятелю Антиохийской церкви Александру (он занимал архиерейскую кафедру с 412 по 417 год). Зинон прожил в своей келье 40 лет и умер около 418 года.
В современных греческих поместных церквях Зинон почитается как покровитель почтовой службы и в греческих Месяцесловах и Синаксариях называется  —  греч. «Ζήνων ὁ Ταχυ-δρόμος» — «Зинон Быстробегущий (Скороход)». В первоисточнике у Феодорита этого названия нет. Зинон был выбран как покровитель почтовых работников по-всей видимости из-за того, что в армии Валента занимался быстрой доставкой писем.